# The Rolling Stones 1st European Tour 1965
Jedenasta trasa koncertowa w historii zespołu The Rolling Stones (czwarta w 1965 roku z jedenastu odbytych) oraz pierwsza, która odbyła się na terenie Skandynawii.

## The Rolling Stones
- Mick Jagger – wokal prowadzący, harmonijka
- Keith Richards – gitara, wokal wspierający
- Brian Jones – gitara, harmonijka, wokal wspierający
- Bill Wyman – gitara basowa, wokal wspierający
- Charlie Watts – perkusja, instrumenty perkusyjne

## Lista koncertów
| Data                     | Miasto    | Kraj    | Miejsce               |
| ------------------------ | --------- | ------- | --------------------- |
| 26 marca 1965 2 koncerty | Odense    | Dania   | Fyns Forum            |
| 28 marca 1965 2 koncerty | Kopenhaga | Dania   | Tivoli Gardens        |
| 30 marca 1965 2 koncerty | Kopenhaga | Dania   | Tivoli Gardens        |
| 31 marca 1965 2 koncerty | Göteborg  | Szwecja | Masshallen            |
| 1 kwietnia 1965          | Sztokholm | Szwecja | Kungliga tennishallen |
| 2 kwietnia 1965          | Sztokholm | Szwecja | Kungliga tennishallen |